# Rouziers-de-Touraine
Rouziers-de-Touraine är en kommun i departementet Indre-et-Loire i regionen Centre-Val de Loire i de centrala delarna av Frankrike. Kommunen ligger i kantonen Neuillé-Pont-Pierre som tillhör arrondissementet Tours. År 2022 hade Rouziers-de-Touraine 1 355 invånare.

## Befolkningsutveckling
Antalet invånare i kommunen Rouziers-de-Touraine
Referens:INSEE